# Ronald Asselin
Ronald Asselin (1930 - 25 mars 2015) est un syndicaliste québécois.

## Biographie
En 1960, il obtient un poste de commis à la Commission des liqueurs du Québec (qui deviendra par la suite la SAQ). En février 1965, lors d'une grève des employés de la Commission, René Lévesque lance un message d'encouragement aux grévistes. Il deviendra une personnalité marquante pour Asselin,.
En 1966, Ronald Asselin devient président de la section montréalaise du syndicat. Il devient président du Syndicat des employés de magasins et de bureaux de la SAQ (SEMB-SAQ) au début des années 1970, poste qu'il occupera jusqu'à la fin des années 1980,. C'est à cette époque qu'Asselin présente Michel Chartrand à Léo-Paul Lauzon.

## Militantisme
Malgré sa déception envers le gouvernement René Lévesque, il amène le SEMB-SAQ à former l'un des premiers comités pour le « Oui » lors du référendum québécois de 1980.